# 桂圓枝 (3代目)
三代目 桂 圓枝（かつら えんし、1931年12月21日 - 2011年2月16日）は、落語家。落語芸術協会に所属していた。出囃子は『デカンショ節』。本名∶香川 伸雄。

## 来歴・人物
香川県観音寺市出身。香川県立観音寺第一高等学校卒業。
政治家と親交があり、大平正芳とは同郷であった。もともと学校時代から演劇が好きで、当時なかった演劇部の設置に大運動を行い、もっぱら三枚目の役柄を演じた。
1950年（昭和25年）観音寺第一高校卒業後、高松地方検察庁観音寺支部に1年余り勤務していたが、たまたま堺市で商売を営む実兄を訪ねて、初めて落語に連れて行ってもらった。その時の出し物が三遊亭圓生の“子かすがい”で、その芸術性に惹かれて一家親族に反対されるが、1952年（昭和27年）5月、3代目桂三木助に入門。
桂 三多蔵で初高座。落語の世界だけでなく芸能界というところは、修業の厳しさを覚悟して入ったが、そんなに苦しかったこともなかった。それでも内弟子の時は雑巾がけ、前座の時は太鼓を叩くのが役目で、間違うとバチで頭を叩かれた。
1954年（昭和29年）9月、2代目桂枝太郎一門に移る。枝三松に改名。1955年（昭和30年）4月、二ツ目に昇進、桂好太郎と改名。覚えた演題は七十を数え、なかでも色物が得意であった。目つき、仕草など女の情感を出すのが旨く“おかまの好太郎”の異名がある。二ツ目時代春風亭柏枝、三遊亭金遊と共に池袋三羽烏と言われた。
1969年（昭和44年）4月17日、3代目橘ノ圓、2代目春風亭梅橋とともに真打昇進。3代目桂圓枝を襲名。四国出身者で初の真打となる。主に新作落語を演じた。
2011年（平成23年）2月16日、腹膜炎のため東京都文京区の病院で死去。79歳没。
妻とその姉とで、上野桜木町で甘味と定食の店「桜や」を経営していた。

## 弟子
- 桂枝八 - 師匠二代目桂枝太郎から預かる。後に桂歌丸門下へ移籍。